# Saelices del Río
Sahelices del Río es una localidad del municipio de Cea, en la provincia de León, en Castilla y León (España).

## Situación
Se encuentra en la carretera LE-232.
Limita al S con Cea, al SO con Bustillo de Cea y Villacalabuey; al O con Santa María del Monte de Cea; al N con Villacerán y Valdescapa de Cea y al E con Villavelasco de Valderaduey.

## Geografía humana

### Demografía
| Gráfica de evolución demográfica de Saelices del Río entre 1857 y 1970 |
| |
| Población de derecho según los censos de población del INE Población de hecho según los censos de población del INEEn este censo se denominaba Saelices: 1860 Entre el censo de 1981 y el anterior, este municipio desaparece porque se integra en el municipio 24051 (Cea) Entre el censo de 1857 y el anterior, aparece este municipio porque se segrega del municipio 24051 (Cea) |

Evolución de la población
| Gráfica de evolución demográfica de Saelices del Río entre 2000 y 2018 |
|                                                                        |
| Población de derecho (2000-2018) según el padrón municipal del INE     |

## Torre Barriales
En las cercanías de Saelices se encuentra la torre de la iglesia de San Esteban, conocida como la Torre Barriales. Se trata del último vestigio que se conserva del antiguo despoblado de Barriales de Cea. El topónimo significa "tierra gredosa o arcillosa". La pedanía quedó despoblada hace cinco siglos; una leyenda atribuye la despoblación a una plaga de termitas.